# ألفارو أوكانيا
ألفارو أوكانيا (بالإسبانية: Álvaro Ocaña)‏ هو لاعب كرة قدم إسباني في مركز الدفاع، ولد في 2 فبراير 1993 في تيبا في إسبانيا. لعب مع إيسيخا بالومبيي ونادي فياريال ب.

## وصلات خارجية
- ألفارو أوكانيا على موقع قاعدة بيانات كرة القدم.إي يو (الإنجليزية)
- ألفارو أوكانيا على موقع Soccerway.com (الإنجليزية)